# Trebiciano
Trebiciano (Trebiciàn in dialetto triestino, Trebče in sloveno) è una frazione del comune di Trieste.

## Geografia
Si trova sull'altopiano carsico, lungo la strada provinciale 1, a metà strada circa tra le frazioni di Padriciano e Opicina.

## Storia
Nel 1698 l'Historia antica e moderna, sacra e profana, della città di Trieste dello storico Ireneo della Croce segnala la località tra i centri del Carso triestino abitati dai Chichi (Cicci, istrorumeni) con il nome di Tribichiano. Successivamente e per la gran parte del XIX secolo il quartiere viene citato nei regolamenti del comune di Trieste con il nome Trebich.

## Monumenti e luoghi d'interesse
- Chiesa di Sant'Andrea Apostolo, costruita nel 1864, conserva al suo interno affreschi del pittore sloveno Tone Kralj.

- A circa 1,5 km dal centro, si trova l'Abisso di Trebiciano, una grotta profonda ben 329 metri, sul cui fondo, nella caverna Lindner, scorre il fiume sotterraneo Timavo.

## Società
Nel censimento austriaco del 1911 il 97,7% della popolazione figurava di madrelingua slovena.

## Infrastrutture e trasporti
La principale via d'accesso a Trebiciano è costituita dal Raccordo autostradale 13 Sistiana-Padriciano, inserito all'interno della Grande Viabilità Triestina.

## Ambiente
Nei pressi del paese di Trebiciano, tra il 1958 e il 1972 è stata attiva una grande discarica in cui sono stati conferiti in modo incontrollato rifiuti di ogni genere, anche rifiuti tossici. L'area non è mai stata bonificata e costituisce tuttora una grave minaccia all'ecosistema, essendo situata al di sopra del corso sotterraneo del fiume Timavo, sul quale percolano le sostanze inquinanti.